# Les Films du kiosque
 (juin 2017).
Les Films du kiosque est une société française de production de cinéma.
Elle a été créée en 1995 par François Kraus, diplômé du département production de La Fémis et lauréat 1998 de la bourse jeune producteur de la Fondation Hachette/Lagardère. Denis Pineau-Valencienne, diplômé de Sciences Po Paris, le rejoint en 1997.
Les Films du kiosque ont produit plus de quarante longs métrages français entre 2001 et aujourd'hui, dont quatorze premiers films (Maïwenn, Igor Gotesman, Andréa Bescond, Thierry Klifa, Nicolas Bedos...). Plus ponctuellement, ils ont également produit pour la télévision, dont trois séries télévisées.
Les films produits ont obtenu de nombreuses nominations aux César, dont quatre pour des premiers films. Parmi les principaux succès de la société, figure La Belle Époque, lauréat de trois César, mais aussi Les Chatouilles, La Tête Haute ou De Son Vivant, tous sélectionnés à Cannes.

## Filmographie

### Cinéma

#### Longs métrages
- 2001 : Oui, mais…, d'Yves Lavandier
- 2003 : Une affaire qui roule, d'Éric Veniard
- 2004 : Une vie à t'attendre, de Thierry Klifa
- 2004 : Le Rôle de sa vie, de François Favrat
- 2006 : Pardonnez-moi, de Maïwenn
- 2007 : Tel père, telle fille, d'Olivier de Plas
- 2007 : L'Ennemi intime, de Florent-Emilio Siri
- 2007 : Deux Vies plus une, d'Idit Cebula
- 2009 : Le Bal des actrices, de Maïwenn
- 2009 : La Sainte Victoire, de François Favrat
- 2010 : Ça commence par la fin, de Michaël Cohen
- 2010 : Ces amours-là, de Claude Lelouch
- 2010 : Mon pote, de Marc Esposito
- 2011 : Une folle envie, de Bernard Jeanjean
- 2011 : Low Cost, de Maurice Barthélemy
- 2011 : On ne choisit pas sa famille, de Christian Clavier
- 2013 : Les Beaux jours, de Marion Vernoux
- 2014 : Qu'Allah bénisse la France d'Abd Al Malik
- 2015 : La Tête Haute d'Emmanuelle Bercot
- 2015 : Papa Lumière d'Ada Loueilh
- 2015 : Boomerang de François Favrat
- 2016 : Et ta sœur ? de Marion Vernoux
- 2016 : Five d'Igor Gotesman
- 2017 : Monsieur et Madame Adelman de Nicolas Bedos
- 2017 : Tout nous sépare de Thierry Klifa
- 2018 : Bonhomme de Marion Vernoux
- 2018 : Les Chatouilles d'Andréa Bescond et Éric Métayer
- 2019 : La Belle Époque de Nicolas Bedos
- 2020 : La Bonne Épouse de Martin Provost
- 2021 : De son vivant d'Emmanuelle Bercot
- 2022 : Kung Fu Zohra de Mabrouk El Mechri
- 2022 : Mascarade de Nicolas Bedos
- 2022 : Les Femmes du square de Julien Rambaldi
- 2023 : Un hiver en été de Lætitia Masson
- 2023 : La Petite de Guillaume Nicloux
- 2023 : Quand tu seras grand d'Éric Métayer et Andréa Bescond
- 2023 : Bonnard, Pierre et Marthe de Martin Provost
- 2024 : Les Boules de Noël d'Alexandra Leclère
- 2024 : Sarah Bernhardt, La Divine de Guillaume Nicloux

#### Courts métrages
- 1995 : La Palissade, de Laurent Caujat
- 1995 : Le Solitaire, de Valentine Perrin
- 1996 : Les Chaises longues, de Karine Douplitzky
- 1996 : Ombres magiques, de Patrice Spadoni
- 1996 : Une vague idée de la mer, de Anne-Sophie Birot
- 1997 : Des progrès en amour, de Didier Blasco
- 1997 : Une place au soleil, d'Olivier Robinet de Plas
- 1997 : Tout le monde descend, de Laurent Bachet
- 1997 : Warning, de Nicolas Klein
- 1997 : Un sacrifice, de Didier Blasco
- 1997 : Un jour dix ans, de Eric Carlier
- 1998 : Pain au chocolat, de Didier Blasco
- 1998 : 1020 Hectopascals, d'Olivier Robinet de Plas
- 1998 : Le Champignon de la honte, de Marie-Laure Dougnac
- 1998 : Quand j'étais photographe, de Denis Polge
- 1999 : Les Mouettes, de Bruno Moulhérat
- 1999 : En attendant l'an 2000, de Bruno Moulhérat
- 1999 : Adolescents, de Valérie Minetto
- 1999 : Petit Marcel, de José Fosse
- 1999 : Le Rendez-vous, de Husky Kihal
- 1999 : Gaïa, d'Olivier Robinet de Plas
- 2000 : Le Chien le chat et le cibachrome, de Didier Blasco
- 2000 : Même pas mal, de Diastème
- 2000 : Mon meilleur amour, de François Favrat
- 2001 : Deuil.com, de Virginie Chanu
- 2001 : Une fausse image de moi, de Grégoire Vigneron
- 2001 : Le grand soir, de Stéphane Brisset
- 2001 : Émilie est partie, de Thierry Klifa
- 2002 : Fenêtre sur couple, de Claude Lallemand
- 2003 : Le bonheur ne tient qu'à un film, de Laurence Côte
- 2003 : I'm an actrice, de Maïwenn
- 2004 : Face à l'amour, de Stanley Woodward
- 2013 : Désolée pour hier soir, de Hortense Gelinet
- 2022 : "Le nouveau moi", de Arnaud Valois

### Télévision

#### Séries télévisées
- 2017 : Paris, etc. de Zabou Breitman
- 2019 : Family Business d'Igor Gotesman (Netflix)
- 2022 : Drôle de Fanny Herrero (Netflix)

#### Téléfilms
- 2024 : Nice Girls, de Noémie Saglio (Netflix)
- 2010 : Mes chères études, d'Emmanuelle Bercot